# Walter Sagitta
Walter Sagitta byly československé vzduchem chlazené invertní dvanáctiválcové vidlicové motory, které byly poprvé vyrobeny v roce 1936 a homologovány v roce 1937. Byly vyráběny v několika variantách pražskou firmou Akciová společnost Walter, továrna na automobily a letecké motory, Praha XVII – Jinonice. Z hlediska vrtání a zdvihu jim byl nejblíže invertní šestiválcový řadový letecký motor Walter Minor 6 a Major 6, uvedený na trh v témže roce 1936.

## Vznik a vývoj

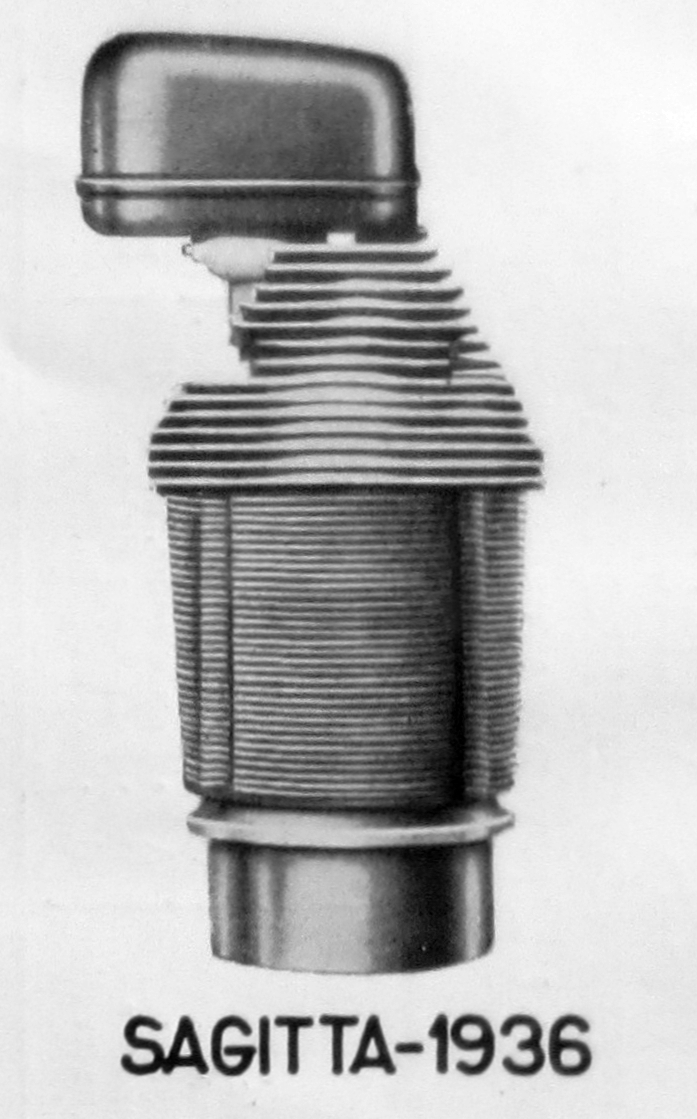
Walter Sagitta (detail válce)

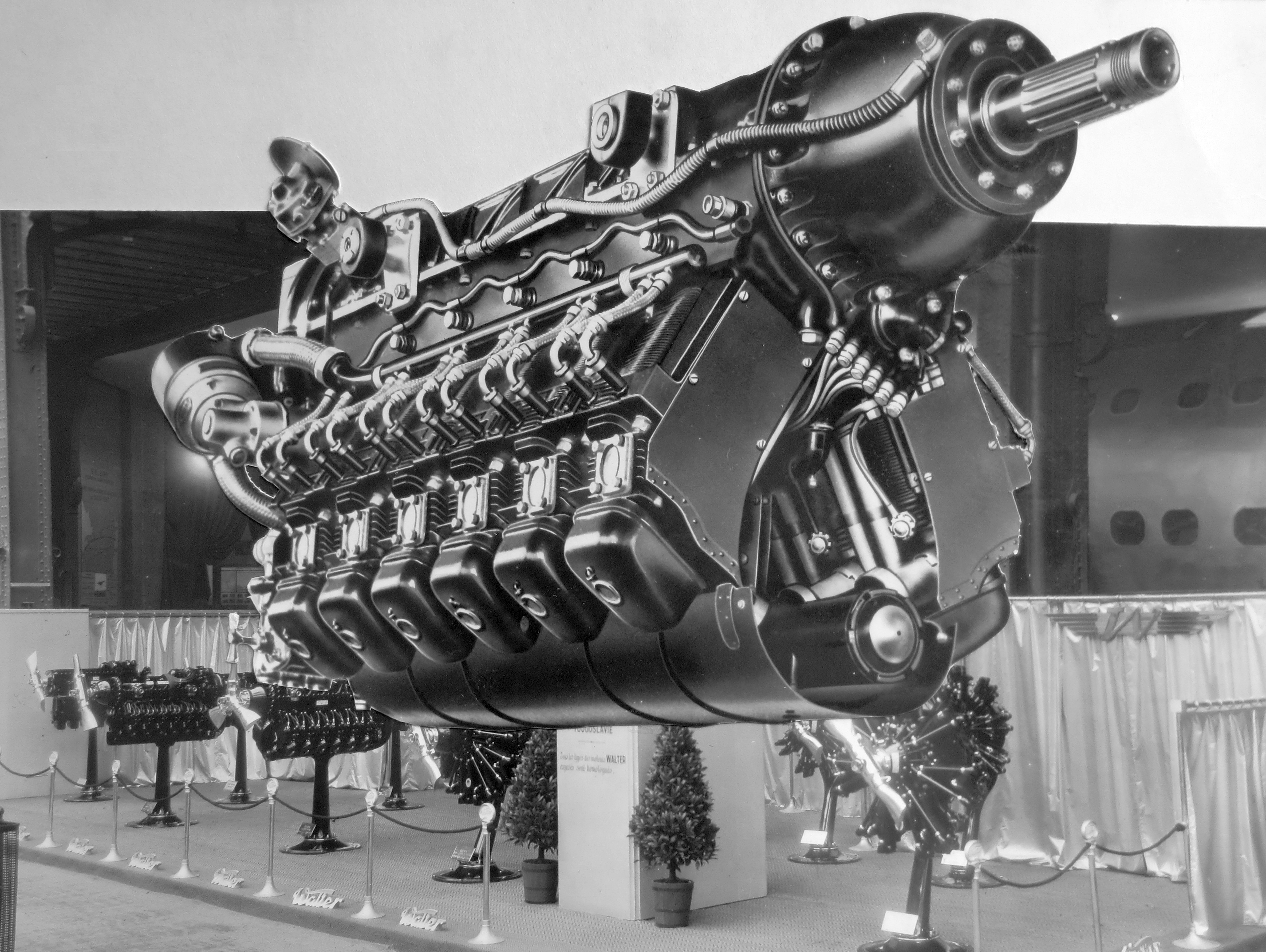
Walter Sagitta při pařížském Aerosalonu (1938)

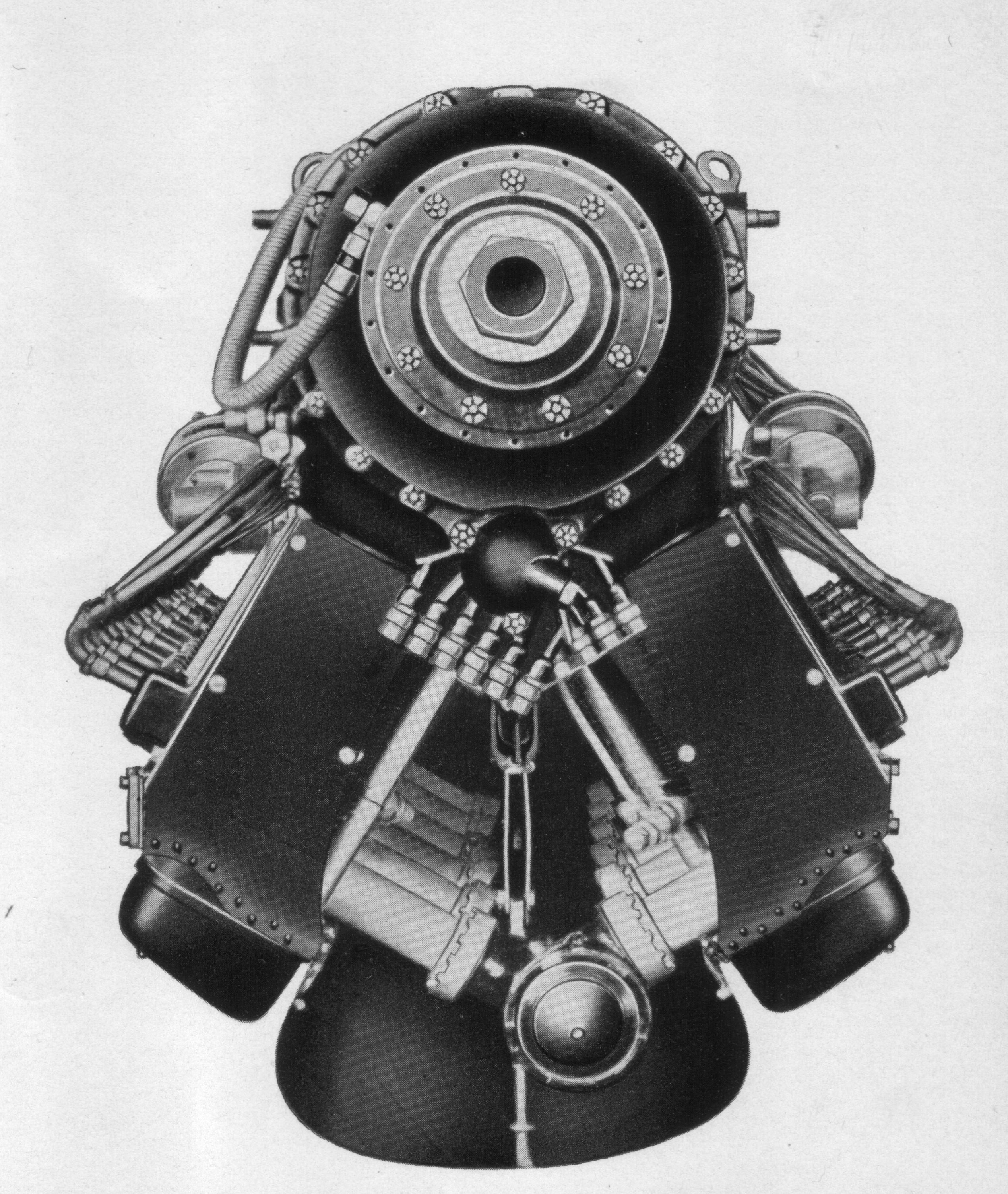
Walter Sagitta I-SR (1939)

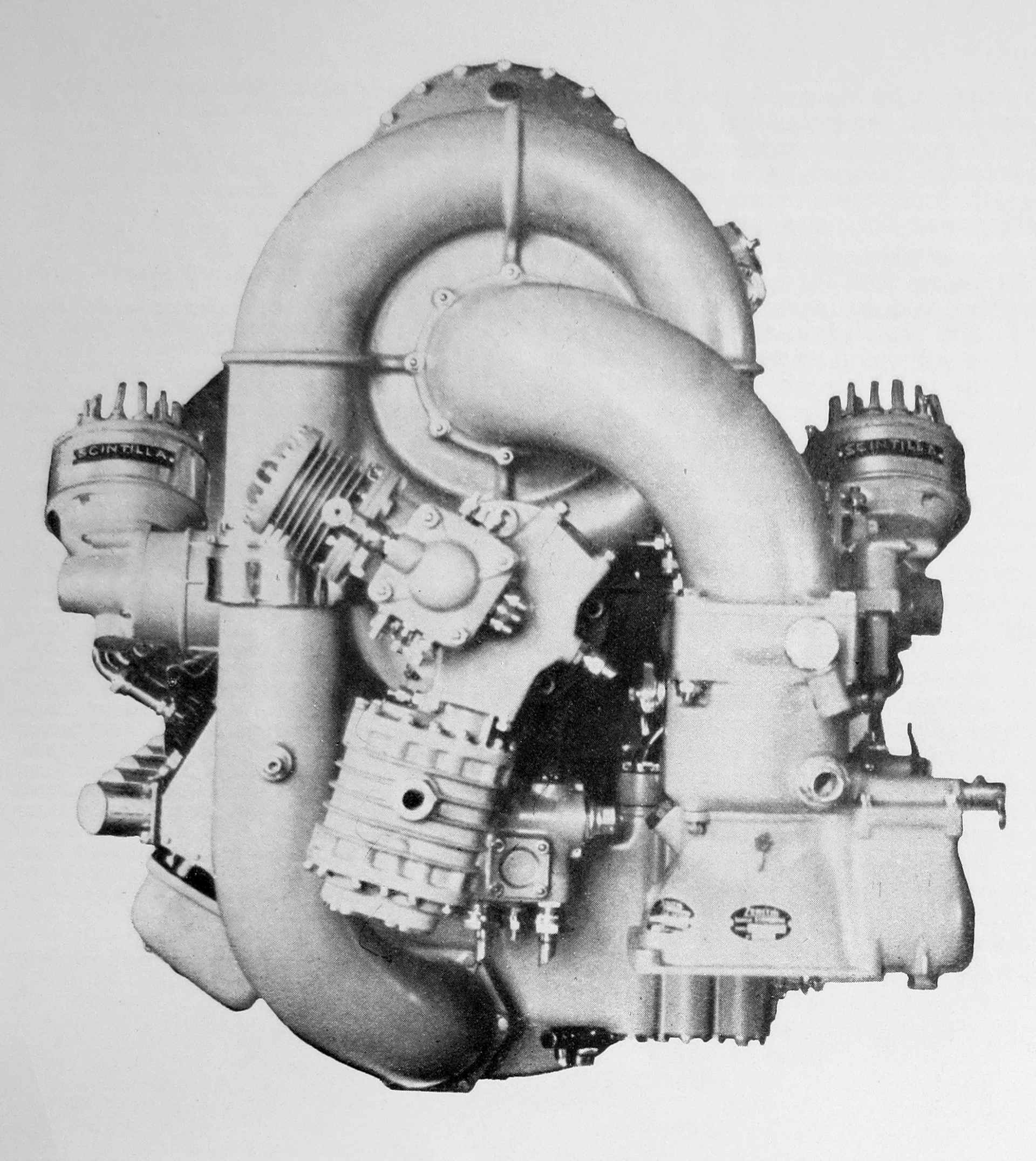
Walter Sagitta, pohled na zadní víko (1937)

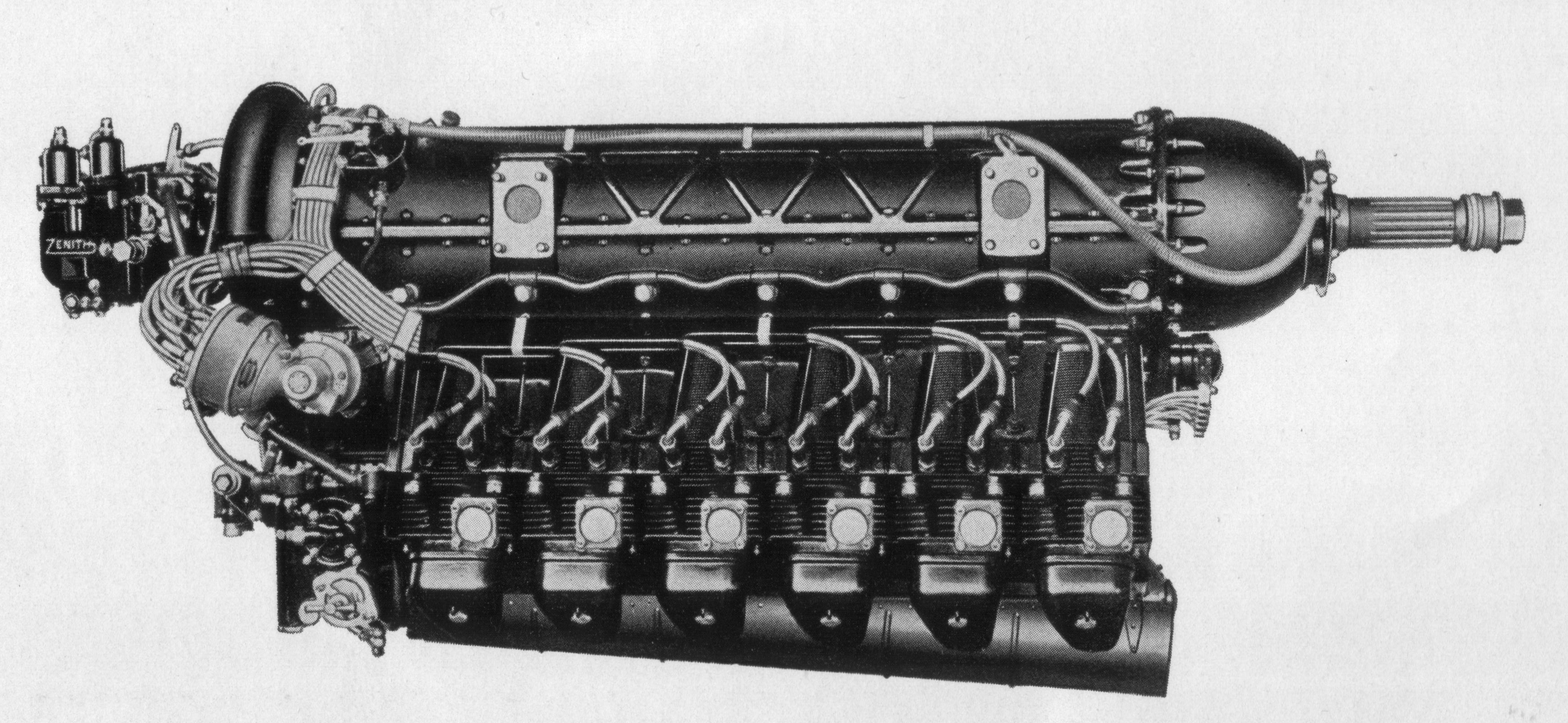
Walter Sagitta I-SR (1939)

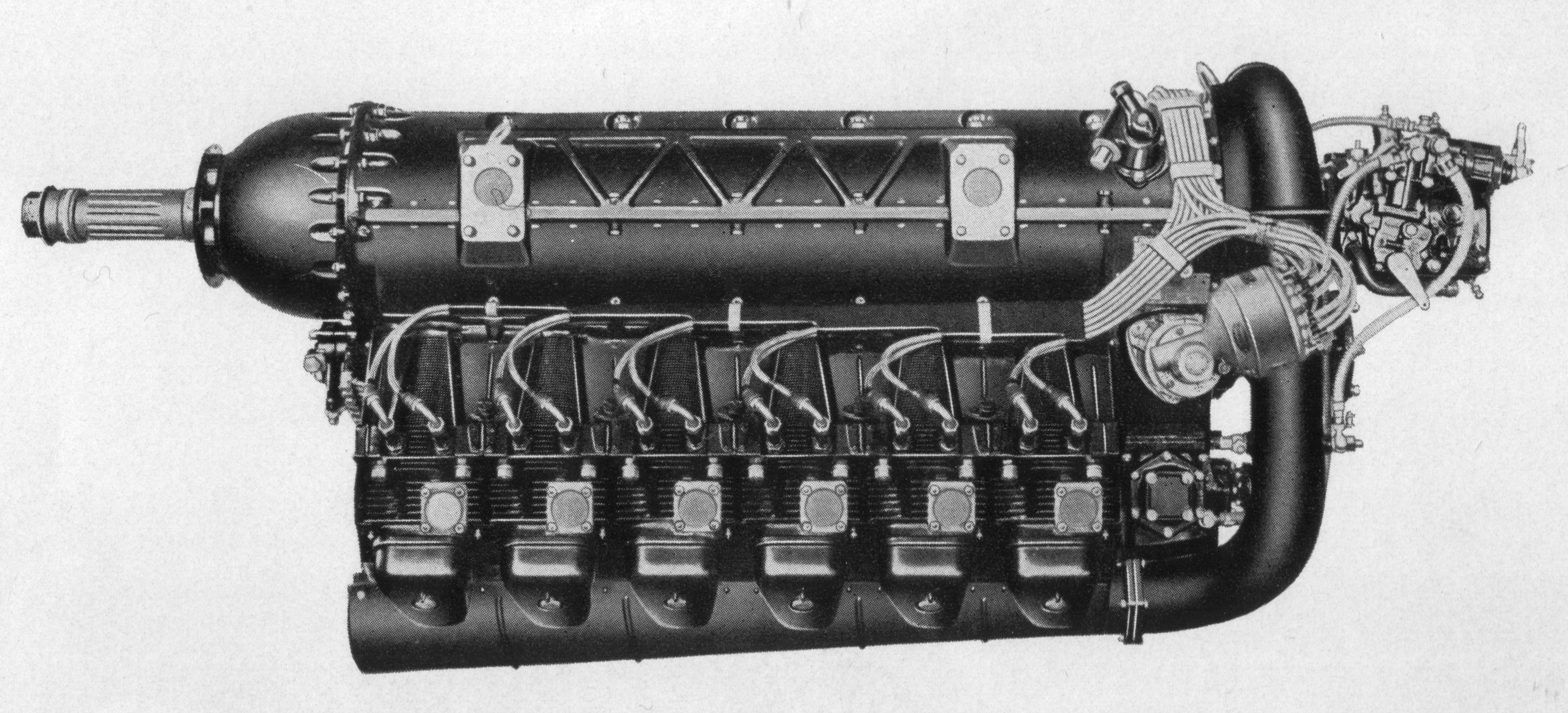
Walter Sagitta I-SR (1939)

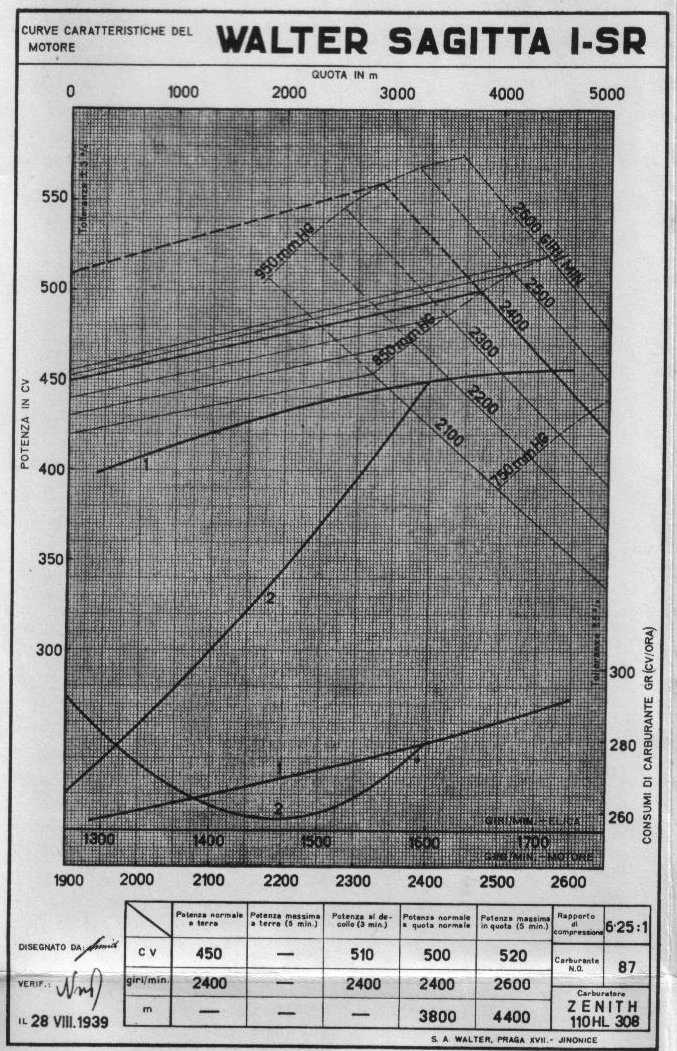
Walter Sagitta I-SR charakteristiky

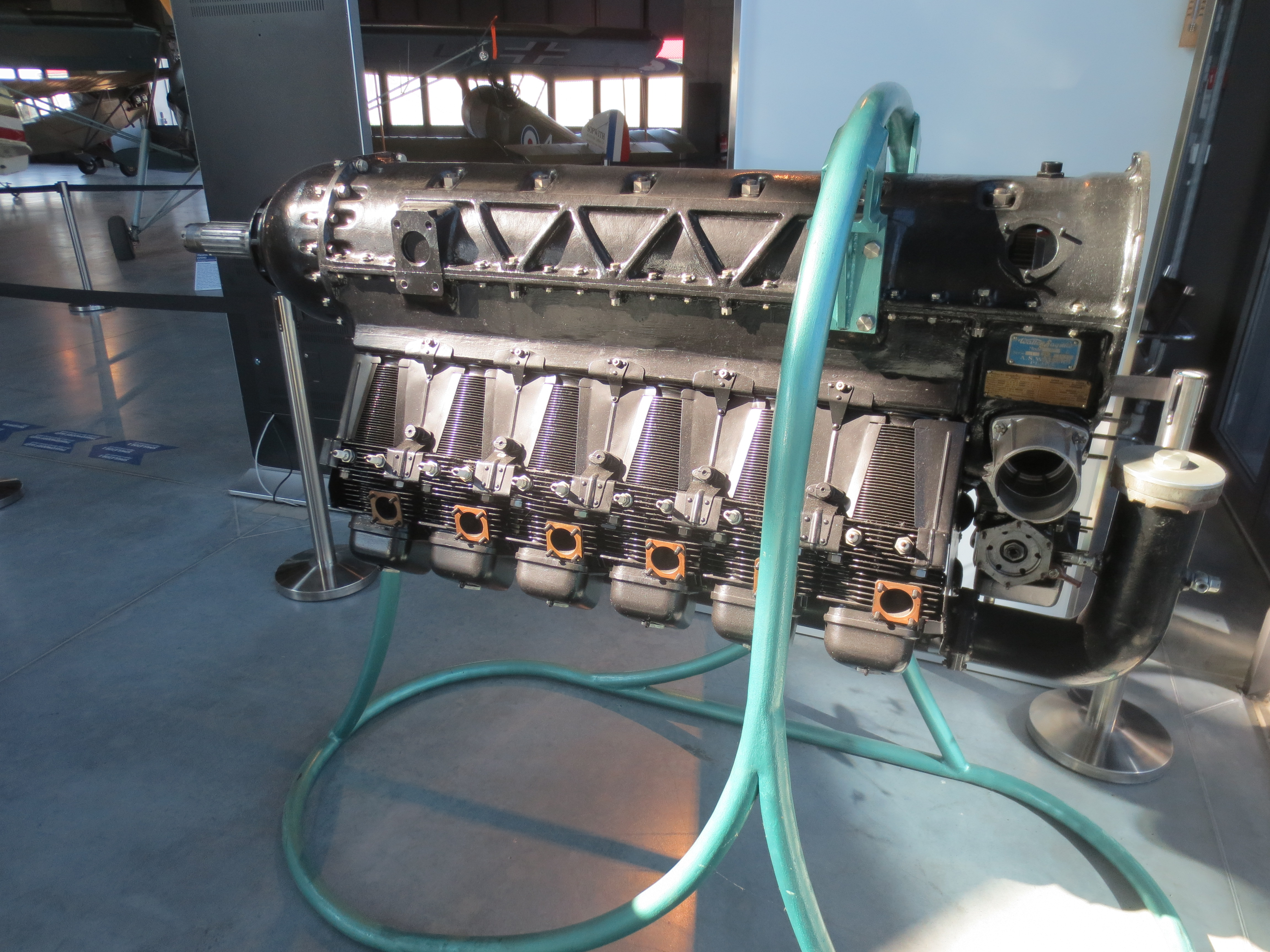
Walter Sagitta I-SR v leteckém muzeu M. Vlacha

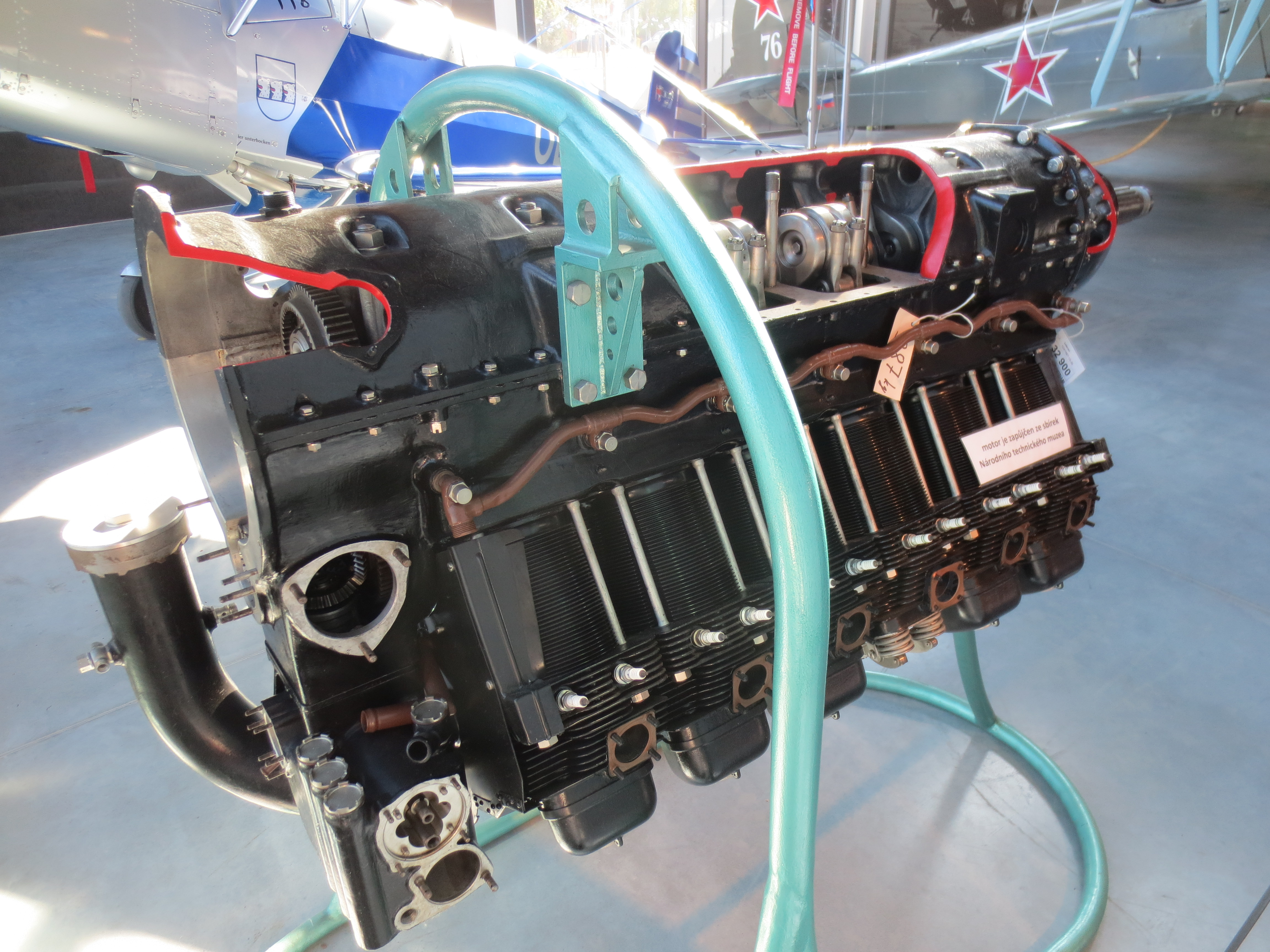
Walter Sagitta I-SR v leteckém muzeu M. Vlacha

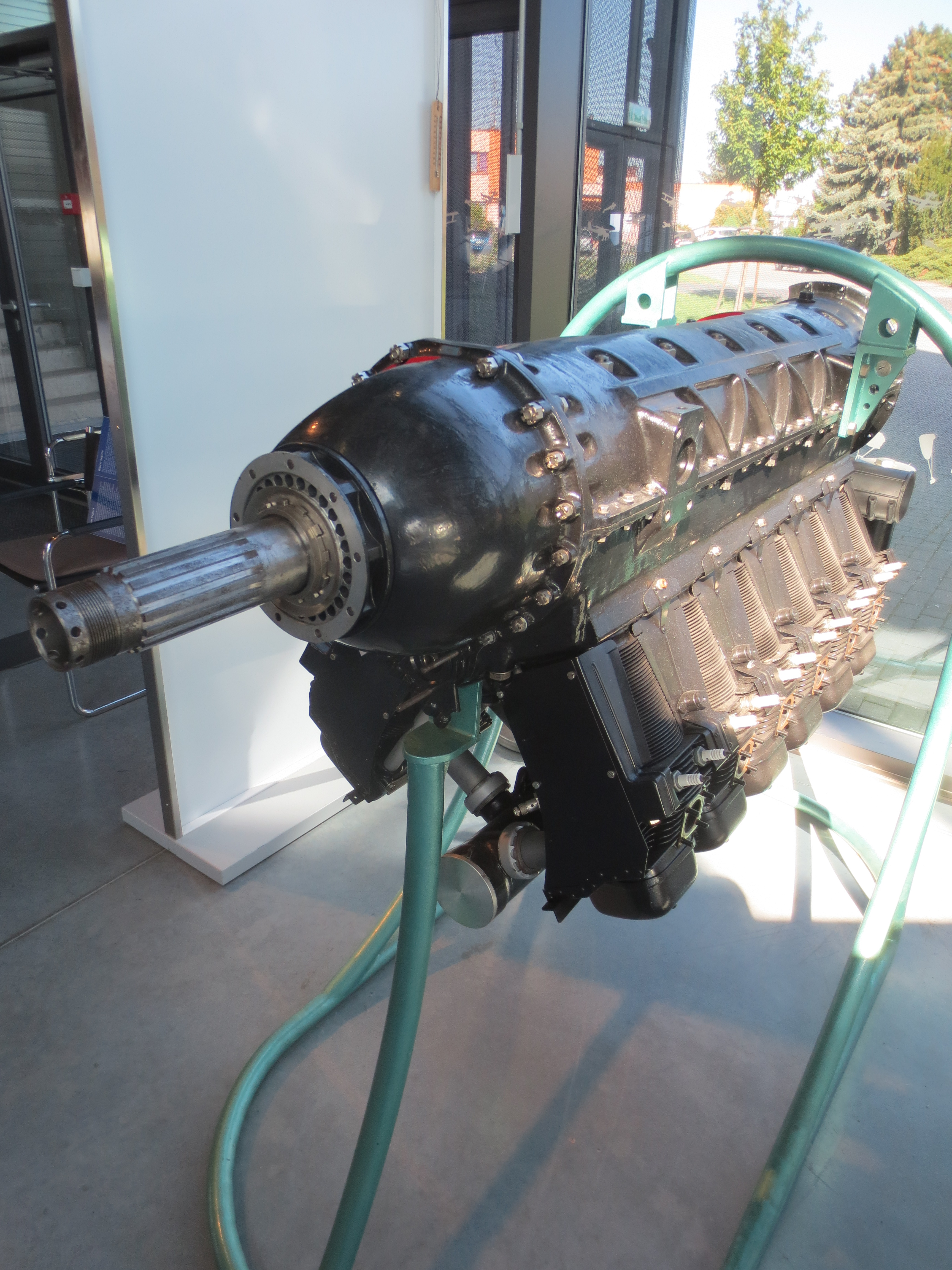
Walter Sagitta I-SR v leteckém muzeu M. Vlacha

Jednalo se o největší a nejsilnější invertní pístové motory původní konstrukce ing. Františka Adolfa Barvitia, vyráběné mezi světovými válkami v jinonické továrně. Primát si získaly mezi leteckými motory Walter i z hlediska počtu válců do V (pod úhlem 60°). Z tohoto pohledu je možno vzdáleně je přirovnat k dvanáctiválcovému motoru do V, který byl použit v automobilech Walter Royal (5879 cm³), v autobusu Walter D-Bus (7354 cm³) a v rychlém a se stejným motorem i v hasičském autě Walter V-12 (1931–2). U Walter Sagitta se jednalo o motor zcela nové koncepce, s vysokou výkonností a minimální čelní plochou. V tomto parametru (poměr čelní plochy k výkonu) patřil k nejlepším na světě. Byl určen pro nejrychlejší vojenská, sportovní a dopravní letadla. Byl opatřen vysokootáčkovým kompresorem se samočinným omezovačem přetlaku v sání. Byl uzpůsoben pro použití dřevěných nebo kovových vrtulí se stoupáním přestavitelným na zemi i za letu (hydraulicky).
Světovou premiéru si odbyl motor Sagitta od 13. listopadu 1936 na 15. mezinárodní letecké výstavě v Paříži a byl představen ve dvou provedeních – s vysazeným reduktorem, aby bylo možné použít dutý hřídel vrtule ke střelbě, a také se sériovým reduktorem pro instalaci ve vícemotorových letadlech. Motory byly v letech 1937–1938 hlavními poutači v expozicích A.S. Walter na dalších leteckých výstavách – v Praze, v Miláně (II. mez. aerosalon) a v Paříži (16.–17. mez. aerosalon). Pražskou expozici si v červnu 1937 se zájmem prohlédl i prezident republiky E. Beneš s doprovodným výkladem prezidenta společnosti Walter Vítězslava Kumpery.
Jako první se rozběhly Walter Sagitta I-M a I-MR. Jednalo se o invertní řadový dvanáctiválec do V, vzduchem chlazený, s možností instalace reduktoru. Pohon vrtule byl buď přímý (I-M) nebo s reduktorem (I-MR). Dosahoval výkonu 404 až 441 kW (550-600 k) při 2500 ot/min. Vyznačoval se kompaktní konstrukcí, dokonalým dílenským zpracováním a poměrně nízkou hmotností. Jako druhé v pořadí se rozběhly motory Sagitta I-S a I-SR o nominálním výkonu 393,4 kW (535 k) při 2500 ot./min. Motor byl homologován podle mezinárodních předpisů CINA v červnu 1937. Druhá homologace silnější verze s reduktorem proběhla v červnu 1938.
Celkem bylo vyrobeno 61 motorů všech verzí. V roce 1941 byla licence na motor Sagitta I-SR prodána do Itálie, společnosti Alfa Romeo z Milána. Ta potom vyráběla tento motor pod označením Alfa Romeo 122 R.C.38.
Využití motorů Sagitta v letech 1937–1939 a jejich zkoušení na prototypech letounů ukončila II. světová válka. Tyto motory tedy skončily podobně jako dvanáctiválce Walter v automobilech Royal, D-Bus a V-12, jejichž „vzlet“ ukončila světová hospodářská krize. Motor Walter Sagitta skončil ještě předtím, než mohl ukázat, co v něm dříme.

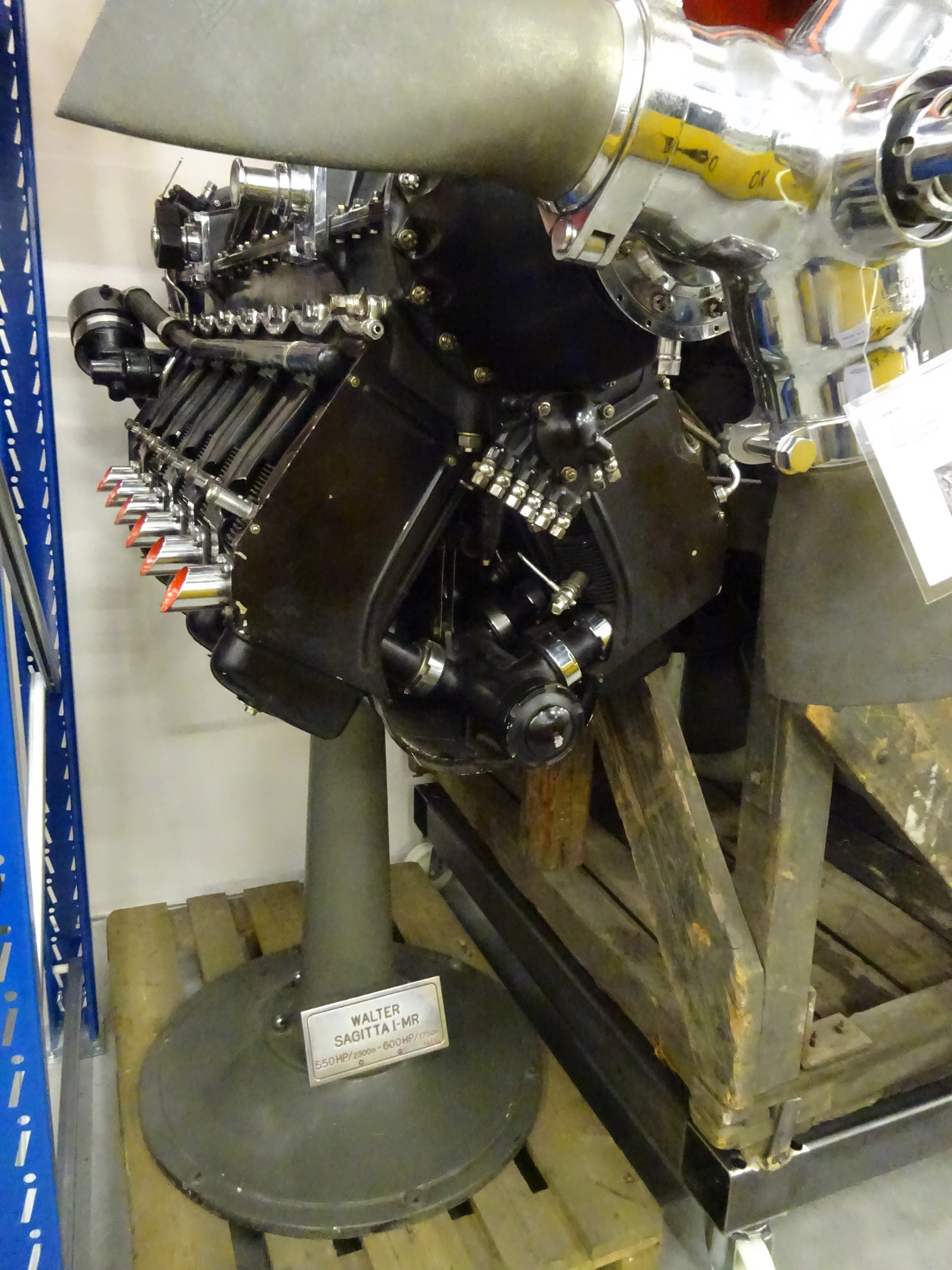
Walter Sagitta I-MR (550-600 HP)

## Popis
Walter Sagitta byl vzduchem chlazený invertní řadový dvanáctiválec se dvěma řadami válců do V pod úhlem 60°. Hlavní předností použitého uspořádání válců bylo dosažení minimální čelní plochy a tím zmenšení čelního odporu na minimum. Tomu pomohlo i umístění sacího potrubí mezi rozevřené válce. Konstruktér byl veden snahou „více válců o menším objemu“, což mu umožnilo docílit vysokých otáček, vysoké specifické výkonnosti, stejnoměrného chodu, neobyčejné spolehlivosti a trvanlivosti při poměrně jednoduché konstrukci.
Ocelové válce se skládaly z hustě žebrované hlavy, odlité ze slitiny hliníku a z vlastního válce z legované oceli, která zabezpečovala vysokou odolnost a životnost třecích ploch i při značném mechanickém a tepelném namáhání. Válce se opíraly o skříň přírubou a zasahovaly ústím hluboko do klikové skříně. Sací hrdla hlav směřovala do středního prostoru mezi obě řady válců, výfuková hrdla na vnější stranu motoru. Do hlav byla zalisována a zaválcována ventilová sedla ze speciálního bronzu. Kované písty byly z hliníkové slitiny Hiduminium R.R.59 a každý měl 4 pístní kroužky, dva těsnicí a dva stírací. Pístní čep byl volný, pojištěný byl pérovými kroužky. Kované ojnice profilu H měly dělenou hlavu staženou čtyřmi šrouby a „objímaly“ bronzové pánve, vylité ložiskovým kovem. Hlavní ojnice (v pravé řadě válců) měla po straně nosná oka s bronzovými pouzdry pro čepy, na nichž byla uložena vedlejší ojnice pro válce levé řady. I ta měla bronzová pouzdra.
Dvoudílná kliková skříň tvořila hlavní nosnou část motoru a obě poloviny byly odlity z hořčíkové slitiny (elektron). K spodní části byly připojeny hlavy válců. Klikový hřídel byl uložen v sedmi hlavních ložiskách, která byla sevřena mezi horní a spodní polovinu skříně. Obě poloviny skříně byly sešroubovány dlouhými šrouby s vysokou pevností, které procházely nálitky v příčných stěnách skříně. Na přední přírubu skříně bylo přišroubováno buď přední víko s tlakovým ložiskem vrtulového hřídele anebo skříň reduktoru. Šestkrát zalomený klikový hřídel byl vyroben z chromniklové oceli Poldi Vitrix. Dutinami hřídele a klikových čepů, spojených navzájem kanálky v ramenech, byl rozváděn mazací olej od hlavních ložisek do ložisek ojnic.
Zapalování Scintilla LV12D bylo dvojité se samočinně řízeným předstihem. Magneta byla umístěna napříč na zadní stěně skříně.
Mazání bylo tlakové, oběžné. Oběh oleje zabezpečovaly 3 čerpadla, jedno bylo tlakové a dvě byla přečerpávací, vratné. Všechna byla umístěna v suché klikové skříni. Tlakové čerpadlo dodávalo olej přes vstupní čistič a vytlačovalo jej přes lamelový filtr Auto-Klean do rozváděcího potrubí a pak kanálky ve stěnách skříně k hlavním ložiskům klikového hřídele, k zadnímu ložisku vačkového hřídele a z dutin v koncích zmíněných hřídelů k pomocným pohonům a k pohonu kompresoru. Dvě čisticí pumpy, z nichž každá měla výměnný, jemný síťový filtr, čerpaly olej z obou konců klikové skříně do olejové nádrže. Tlak oleje byl regulován samočinně ventilem za tlakovou pumpou.
Motor Sagitta měl odstředivý, vysokootáčkový kompresor, jehož osa lopatkového kola ležela v prodloužení osy klikového hřídele a byl namontován na zadním konci klikové skříně. Byl poháněn od klikového hřídele převodovým soukolím. Lopatkové kolo kompresoru mělo na hřídeli letmé uložení. Kompresor nasával směs z karburátoru a dopravoval ji do společného, sacího potrubí s odbočkami k jednotlivým válcům.
Příruba pro mechanický spouštěč byla umístěna mimo osu klikového hřídele, a to do osy vačkového hřídele při zachování převodu 1:1 mezi spouštěčem a klikovým hřídelem. Všechny přístroje jako jsou magneta, karburátor, pohon dynama, palivová a olejová čerpadla, filtry, kompresor, vakuové čerpadlo atp. byly soustředěny na zadním víku a tedy dobře přístupné obsluze.
Motor měl 3 reduktorové varianty. První bylo provedení bez reduktoru s vrtulí nasazenou přímo na klikovém hřídeli. Tato varianta byla využívána pro malé letouny o vysoké rychlosti např. závodní. Druhou variantou byl satelitový reduktor typu Farman s převodem 3:2 (3 kuželové satelity) a s vrtulí v ose klikového hřídele, když vrtulový hřídel byl uložen vzadu v kluzném ložisku v dutině klikového hřídele a vpředu v kuličkovém, tlakovém ložisku. Tato varianta byla předurčena pro více motorová letadla. Posléze třetí variantou byl reduktor s párem čelních kol a dutým vrtulovým hřídelem uzpůsobeným pro osazením leteckým kanónem. Tento reduktor měl převod 43:29. Vrtulový hřídel byl uložen ve dvou válečkových a jednom tlakovém kuličkovém ložisku.
Pro případ montování vrtule se stoupáním přestavitelným hydraulickým tlakem za letu byla k čelu předního víka přišroubována vložka pro přívod tlakového oleje do dutiny vrtulového hřídele.

## Použití
Z československých letadel se motor Walter Sagitta I-MR uplatnil u prototypu dvoumotorového dvoutrupého průzkumného letounu Praga E-51. Prototyp letounu vzlétl poprvé 26. května 1938. Přestože letadlo mělo pevný kapotovaný podvozek dosahovalo rychlosti až 380 km/h. Zkoušky pokračovaly až do roku 1939, kdy byl letoun zabaven při německé okupaci. Němci se o stroj živě zajímali, intenzivně jej zkoušeli a v červnu 1940 byl přelétnut na zkušební letiště Luftwaffe v Rechlinu a později na tovární letiště firmy Klemm do Böblingenu. Zde jeho stopa končí.
Nerealizovaný projekt stíhacího letounu Aero A-107 (A-7) počítal s využitím motoru Walter Sagitta I-MR. Konstrukce stroje měla být celokovová včetně křídla a trupu v dolnoplošném uspořádání. Nadějný projekt nakonec nepřesáhl rámec testování dřevěné makety v aerodynamickém tunelu. Obdobně skončily projekty Be-74 a Be-75 ing. Pavla Beneše z choceňské továrny Beneš-Mráz. Be-74 byl projekt lehkého bombardovacího letounu se dvěma motory Sagitta pro tříčlennou posádku, který měl projektovánu rychlost 370 km/h a nosnost 400 kg pum. Be-75 byl projekt expresního poštovního letounu se dvěma motory Sagitta s projektovanou rychlostí 500 km/h a nosností 300 kg pošty. Oba projekty byly rozpracovány v roce 1936, ale nerealizovány.
Ze zahraničních firem si vyžádala dva motory Walter Sagitta I-SR k vyzkoušení holandská firma Fokker (NV Nederlandsche Vliegtuigenfabriek Fokker), aby je otestovala na prototypu stíhacího letounu Fokker D-XXIII. Letoun byl vystaven počátkem roku na aerosalonu v Paříži, ale poprvé vzlétl až 30. května 1939. Měl dva motory v tandemovém uspořádání s trojlistými kovovými vrtulemi. Zadní motor byl neobvykle v tlačném uspořádání. Letoun dosahoval rychlosti max. 525 km/h. Při zkouškách se však zadní motor přehříval a do přepadení Nizozemska nacisty nebyly zkoušky dokončeny. Po 15. březnu 1939, kdy vznikl Protektorát Böhmen und Mähren, ani komunikace s továrnou Walter nebyla možná. Z objednávky na sériové motory tedy sešlo, navíc továrna Walter s obtížemi vymáhala náhradu za dva zapůjčené motory Sagitta.
O něco úspěšnější aplikace byla v srbském letounu Rogožarski R-313 (Prva srbska fabrika aeroplana Živojin Rogožarski AD). To byl dvoumístný dvoumotorový jednoplošník navržený jako stíhací, lehký bombardovací a průzkumný letoun v Jugoslávii před druhou světovou válkou. Byl navržen a postaven v továrně Rogožarski v Bělehradě s motorem Walter Sagitta II-R.
Již v roce 1937 postavila italská továrna Savoia-Marchetti zdokonalený bombardér (oproti typu SM.85), prototyp Savoia Marchetti SM.86, který poprvé vzlétl 22. září 1937. SM.86 měl větší křídlo a nový kokpit a byl poháněn dvěma motory Walter Sagitta I-SR, které daly letadlu vyšší maximální rychlost, zvýšenou rychlost stoupání a schopnost přenášet bomby do 500 kg s plným zatížením paliva. SM-86 byl podroben řadě přísných testů a Regia Aeronautica měla o tento projekt zájem a objednala si další prototypy. Další prototyp vzlétl 8. dubna 1939, který byl vybaven dvěma motory Walter Sagitta I-MR s třílistými, stavitelnými vrtulemi o výkonu 441 kW (600 k). Prototyp létal rychlost 412 km/h ve výšce 4000 m, při rychlostí 336 km/h v 5000 m a měl rychlost stoupání na 4 000 m za 14 min 17 s. Přestože letoun SM.86 ukázal oproti předchozímu modelu SM.85 celkové zlepšení výkonu, nakonec byl postaven pouze jeden prototyp. Zkušební pilot Elio Scarpini tohoto letounu později zahynul v sestřeleném Junkersu Ju 87 a SM.86W tak zůstal bez pilota. Projekt letadla pokračoval i přes nedostatek oficiálního zájmu až do roku 1941, kdy byl ukončen.
Letoun VEF I-16 byl prototyp jednomotorového lotyšského stíhacího letadla, který navrhl Kārlis Irbītis v roce 1939. Vývoj byl zastaven okupací Lotyšska v roce 1940. Prototyp I-16 byl konvenční jednoplošník s motorem Walter Sagitta I-SR s dvouplášťovou vrtulí. Po německém vpádu do Sovětského svazu byl tento letoun zabaven německými jednotkami a pak jej testovala Luftwaffe. VEF I-16 byl používán jako výcvikové letadlo na letecké škole v Toruni až do roku 1942.
Motor verze I-SR výr. č. 31010  (v částečném řezu) je v majetku Národního technického muzea v Praze a byl zapůjčen v roce 2015 do Leteckého muzea Metoděje Vlacha v Mladé Boleslavi.

## Hlavní technické údaje

### Technické parametry
- Typ: vzduchem chlazený, pístový, invertní, letadlový dvanáctiválec do V (60°)[12]
- Vrtání válce: 118 mm
- Zdvih pístu: 140 mm
- Celková plocha pístů: 1 312 cm²
- Zdvihový objem motoru: 18 372 cm³
- Kompresní poměr: 6,25:1
- Převod na vrtuli, redukční poměr: 1:1 nebo Farman 3:2 nebo s párem čelních kol 43:29
- Převod na kompresor: 1 : 8,7 (I-MR), 1:10,2 (I-SR)
- Délka: s přímým pohonem vrtule nebo s reduktorem Farman 1787 mm, s čelním reduktorem 1630 mm
- Šířka: 725 mm
- Výška: s přímým pohonem vrtule nebo s reduktorem Farman 781 mm, s čelním reduktorem 975 mm
- Hmotnost suchého motoru (tj. bez provozních náplní): s přímým pohonem vrtule a s reduktorem Farman 372–385 kg, s čelním reduktorem 390 kg
- Vrtule: Hamilton Standard

### Součásti
- Ventilový rozvod: jeden sací a jeden výfukový ventil na válec, rozvod OHV
- Zapalování: 2 magnety Scintilla LV12D s automatickou regulací předstihu
- Startér: Eclipse 3H8 (mechanický) nebo Eclipse E160/12V (elektrický) anebo Eclipse 6 (setrvačníkový)
- Příprava palivové směsi: horizontální karburátor Zenith AH-110 s automatickým řízením směšovače
- Palivové čerpadlo: Walter B nebo Walter Bristol (jednoduché), Walter B-Duo (dvojité)
- Požadavek na palivo: min. 85–87oktanový letecký benzín
- Spotřeba paliva: 260–280 g·h−1·k−1 / 353–381 g·h−1·kW−1
- Mazací soustava: suchá kliková skříň, tlakové, oběžné (jedno tlakové čerpadlo a dvě čerpadla pro čištění oleje)
- Čerpadlo oleje: SAMM AB P43M (proti směru hodinových ručiček)
- Spotřeba oleje: 5–12 g·h−1·k−1 / 7–16 g·h−1·kW−1
- Chladicí soustava: chlazení vzduchem

### Výkony

#### I-M, I-MR
- Nominální, jmenovitý výkon: 500 k (367,6 kW) při 2500 ot/min
- Vzletový, startovací výkon: 560 k (411,8 kW) při 2500 ot/min
- Maximální výkon ve výšce 1750 m: 600 k (441,2 kW) při 2500 ot/min
- Nominální výkon ve výšce 2300 m: 550 k (404,4 kW) při 2500 ot/min
- Maximální výkon ve výšce 2500 m: 560 k (411,8 kW) při 2600 ot/min
- Nejvyšší trvalá, cestovní rychlost ve výšce 2600 m: 470 km/h při 2300 ot/min
- Poměr nominální výkon/objem ve výšce 2300 m: 29,9 k/l (22 kW/l)
- Poměr maximální výkon/objem při stoupání: 32,7 k/l (24 kW/l)
- Poměr max. výkonu k hmotnosti (specifická hmotnost): 1,56 k/kg (1,15 kW/kg)
- Specifická hmotnost (při nom. a max. výkonu): 0,62–0,70 kg/k (0,46–0,51 kg/kW)

#### I-S, I-SR
- Nominální, jmenovitý výkon: 460 k (338,2 kW) při 2500 ot/min
- Maximální výkon při stoupání: 550 k (404,4 kW) při 2500 ot/min
- Nominální výkon ve výšce 3800 m: 535 k (393,4 kW) při 2400 ot/min
- Maximální výkon ve výšce 4400 m: 540 k (397,1 kW) při 2600 ot/min
- Poměr nominální výkon/objem ve výšce 3800 m: 27,2 k/l (20 kW/l)
- Poměr maximální výkon/objem ve výšce 4400 m: 28,3 k/l (20,8 kW/l)

## Galerie

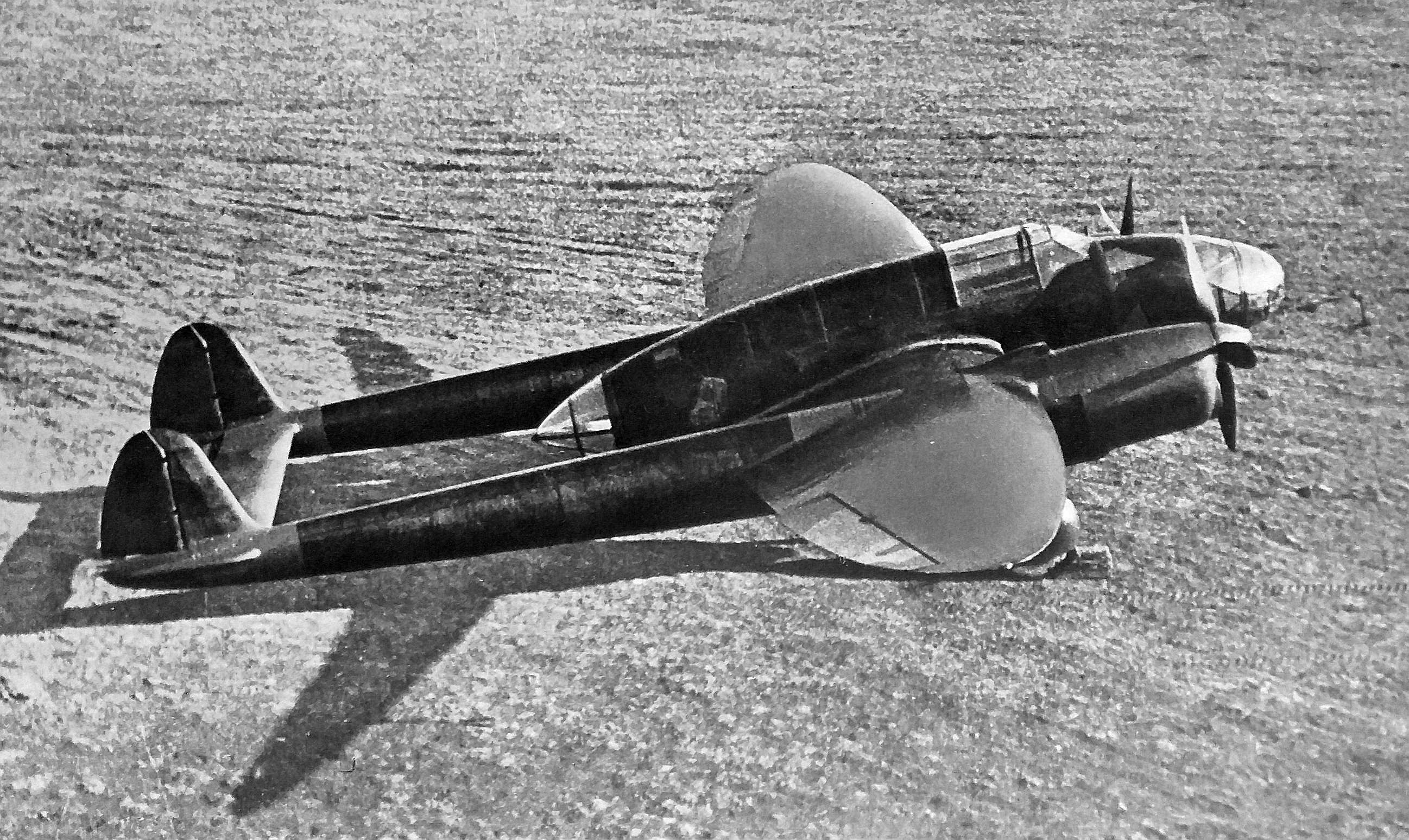
Walter Sagitta I-MR a Praga E-51 (1938)
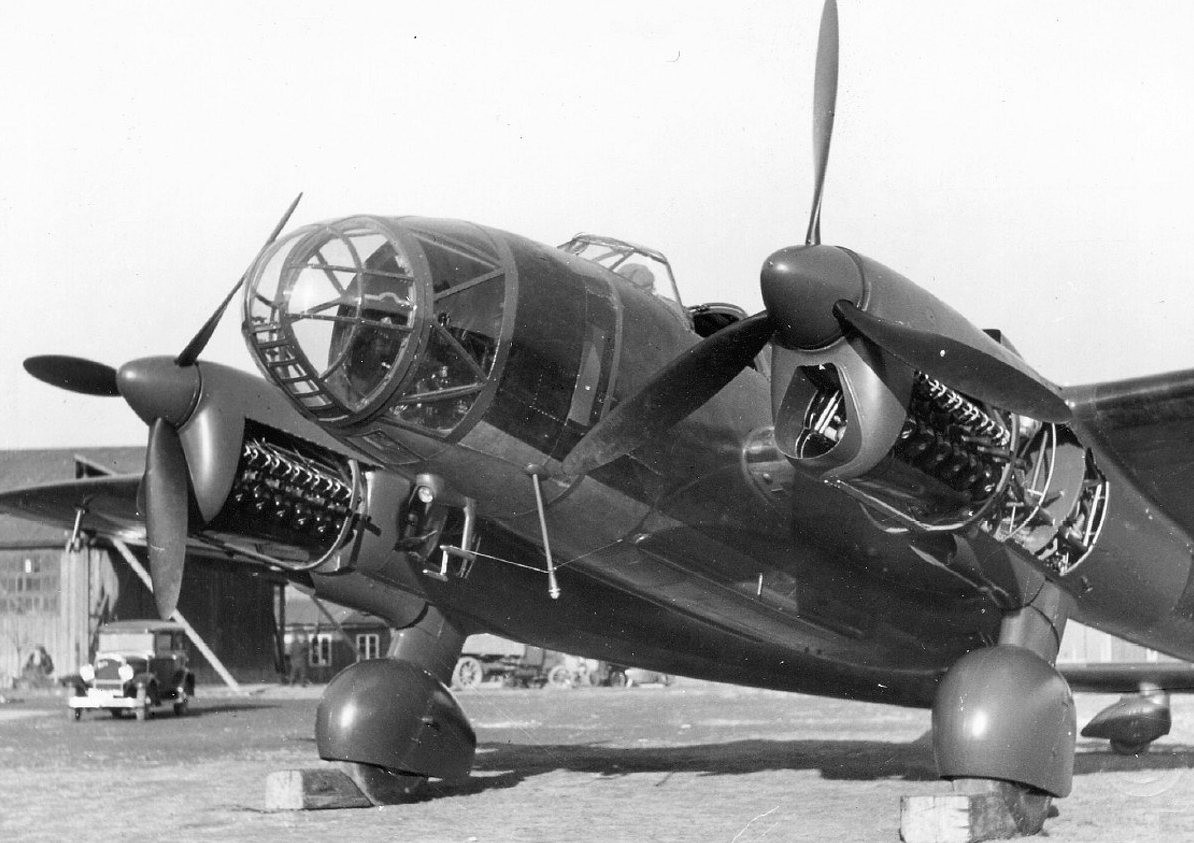
Walter Sagitta I-MR a Praga E-51 (1938)
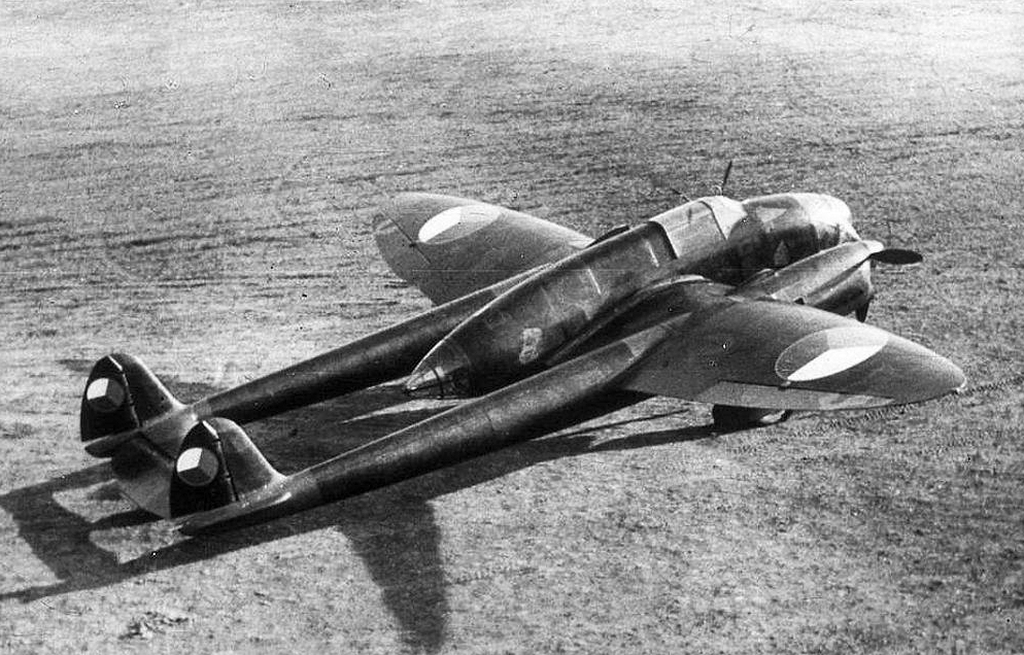
Walter Sagitta I-MR a Praga E-51 (1938)
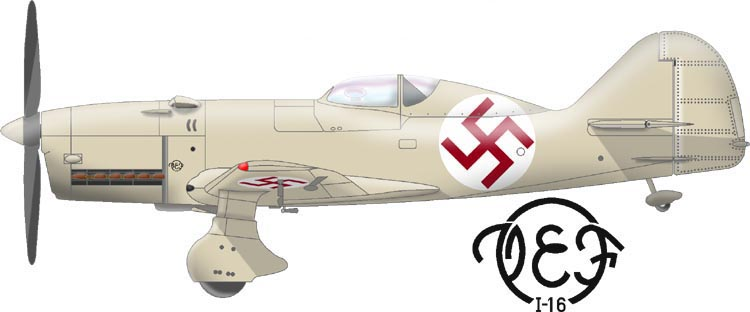
Walter Sagitta a VEF I-16 (1939)
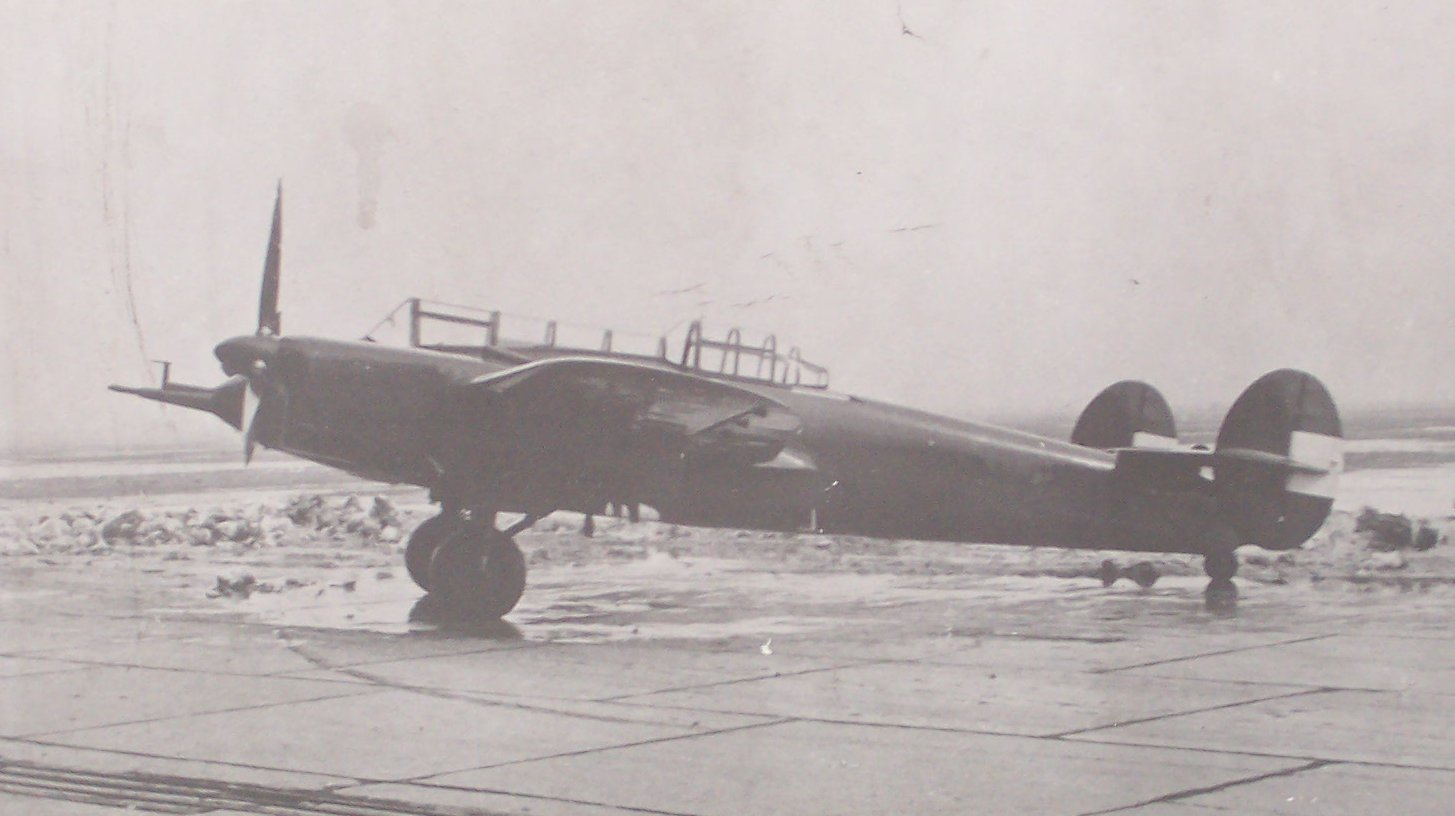
Walter Sagitta II-R a Rogožarski R-313 (1940)
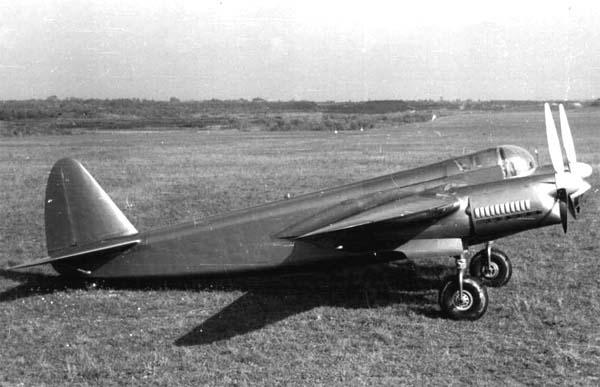
Walter Sagitta I-MR a Savoia-Marchetti SM.86 (1939)
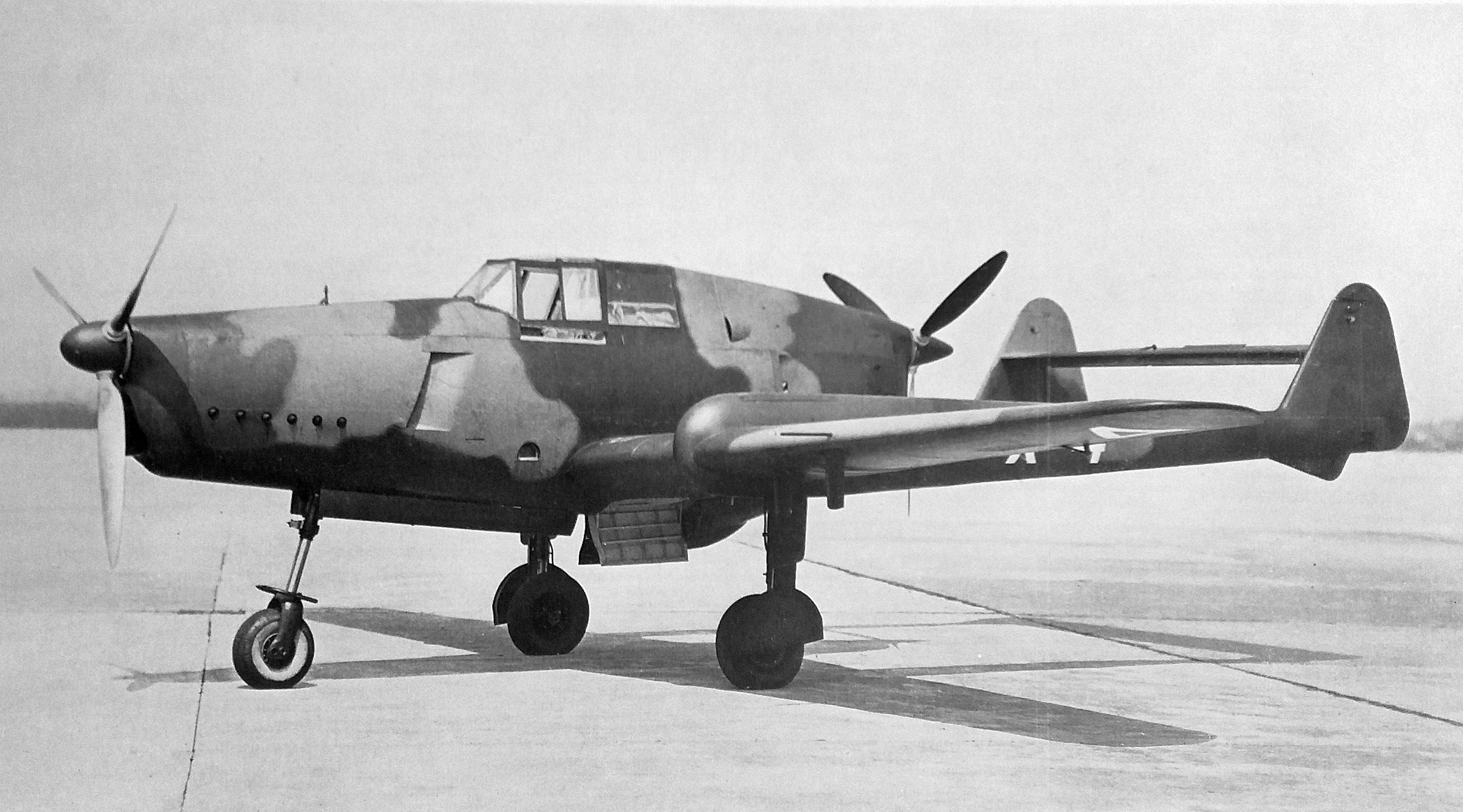
Walter Sagitta I-SR a Fokker D-XXIII (1939)
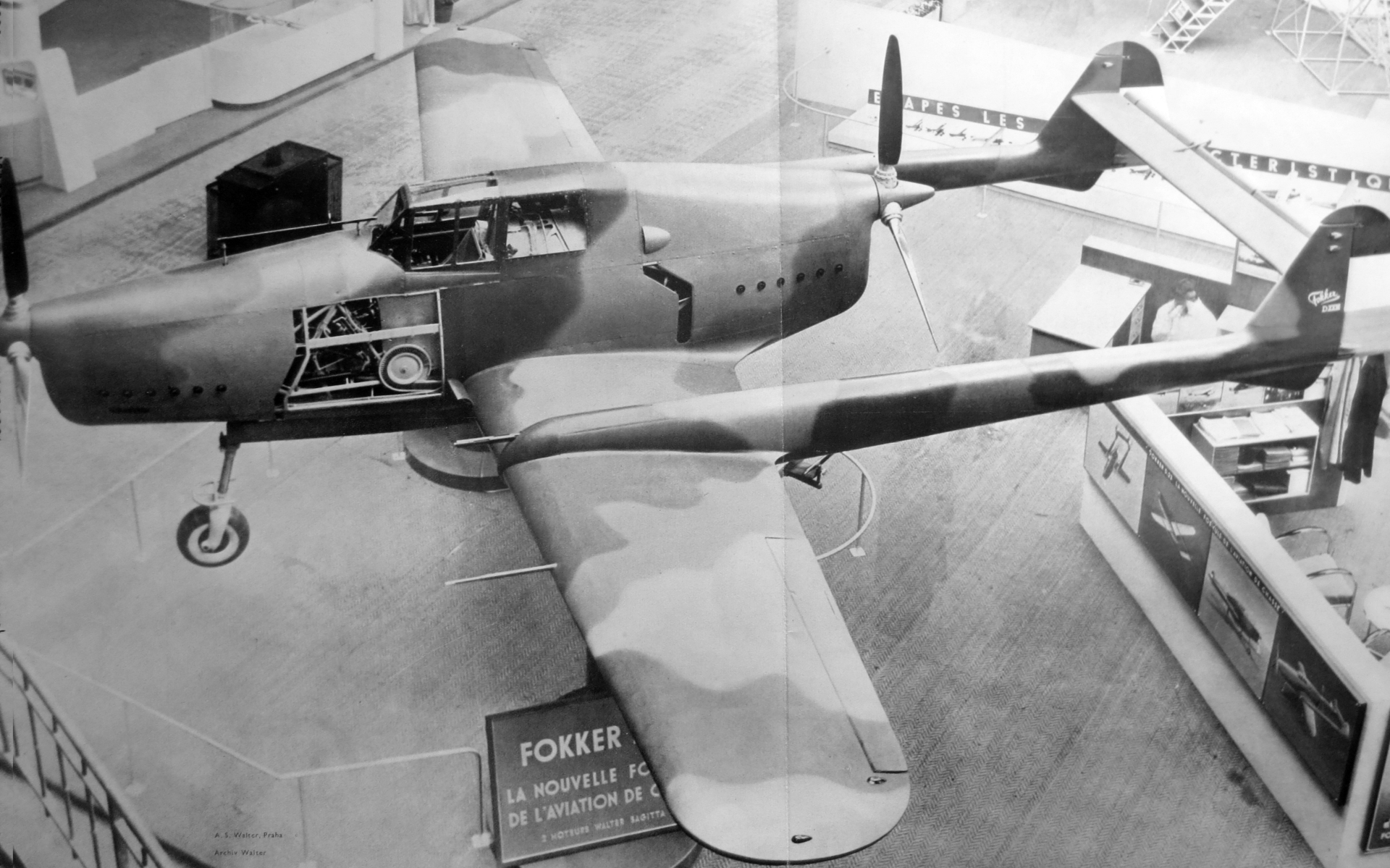
Walter Sagitta I-SR a Fokker D-XXIII na aerosalonu v Paříži (1938)